# Francis Thomas Bacon
Francis Thomas Bacon (Billericay, 1904. december 21. – Little Shelford, 1992. május 24.) angol mérnök, a hidrogén-oxigén üzemanyagcella feltalálója.

## Életpályája
Francis Bacon filozófus leszármazottja. Tanulmányait Etonban és a camebridge-i Trinity College-ben végezte (1925-ben szerezte diplomáját, majd 1946-ban mesteri fokozatot szerzett). Ezután gyakornok lett egy newcastle-i műszaki cégnél, melynek tulajdonosa Sir Charles Parsons volt, aki nagy hatást tett rá. 1940 januárjában a King’s College London laboratóriumában dolgozott, ahol kifejlesztett egy kettős cellát.